# Andreas Stopp
Andreas Stopp (* 1958) ist Hörfunkjournalist und war Leiter der Medienredaktion und der Reiseredaktion beim Deutschlandfunk.

## Leben
Stopp studierte Medienpädagogik in Bonn und Köln. Seit 1986 ist er Hörfunkjournalist beim Deutschlandfunk in Köln mit Praktika und Auslandsaufenthalten in Österreich, Italien und Frankreich.
Bis 1991 war er wissenschaftlicher Mitarbeiter für Medienpädagogik an der Universität Bonn und seit 1992 ist er Redakteur in der Abteilung Wissenschaft und Bildung beim Deutschlandfunk. Dort konzipierte er das Medienmagazins „Markt und Medien“ sowie das Kultur-Reisemagazin „Sonntagsspaziergang“ und das Journal „Lebenszeit“. Am 28. Januar 2024 verabschiedete sich Andreas Stopp bei seinem letzten Sonntagsspaziergang von den Hörern der Sendung.
Zudem gestaltet und moderiert er öffentliche Veranstaltungen sowie Live-Sendungen. Er ist Preisträger des Kurt-Magnus-Preises für überdurchschnittliche Leistungen der ARD. Er war langjähriger Dozent am Lehrstuhl für Kommunikationswissenschaft der Universität Bamberg.

## Auszeichnungen
- 2011: Bert-Donnepp-Preis gemeinsam mit der DLF-Redaktion des Magazins „Markt und Medien“.[4]